# Force aérienne du Burkina Faso
La Force aérienne de Burkina Faso (FABF) est la composante aérienne des forces armées du Burkina Faso. Elle est créée en 1964 sous le nom "Force aérienne de Haute Volta".
Les tâches opérationnelles de cette force se limitent à la sécurité aérienne du territoire national et au contrôle du transport aérien. L'unité la plus importante est l'Escadrille d'Hélicoptères, basée à Ouagadougou, la capitale. Elle est composée d'hélicoptères avec des fonctions de liaison et de transport,.

## Historique
La force aérienne du Burkina Faso a été fondée en 1964 sous le nom de Force aérienne de Haute-Volta, d'après l'ancien nom de la nation après son indépendance de la France, Haute Volta. Dans son histoire récente, elle a dû s'engager dans une série d'événements guerriers qui ont culminé, en 1985, dans la guerre de la bande d'Agacher, à propos du litige d'un territoire situé à la frontière avec le Mali.
L'Escadrille de Haute-Volta (EHV) de l'armée de l'air française a opéré dans la région avant l'indépendance, équipée de trois Douglas C-47 et d'un Max-Holste MH-1521M Broussard.

### Création
L'armée de l'air du Burkina Faso a été fondée en 1964 sous le nom d'escadrille de la République de Haute-Volta (EHV), une unité subordonnée de l'armée de terre. La même année, une base de soutien aérienne transitoire est créée avec l'aide de l'Armée de l'air française. Après avoir acquis dans un premier temps une flotte basée sur des avions de transport utilitaire et tactique, l'escadrille est rattachée à un régiment de soutien interarmées. En 1970, l'Escadrille est rebaptisée Force aérienne de Haute-Volta (FAHV) et devient une force armée autonome en 1977. En octobre 1985, la Force aérienne de Burkina Faso (FABF) est créée.

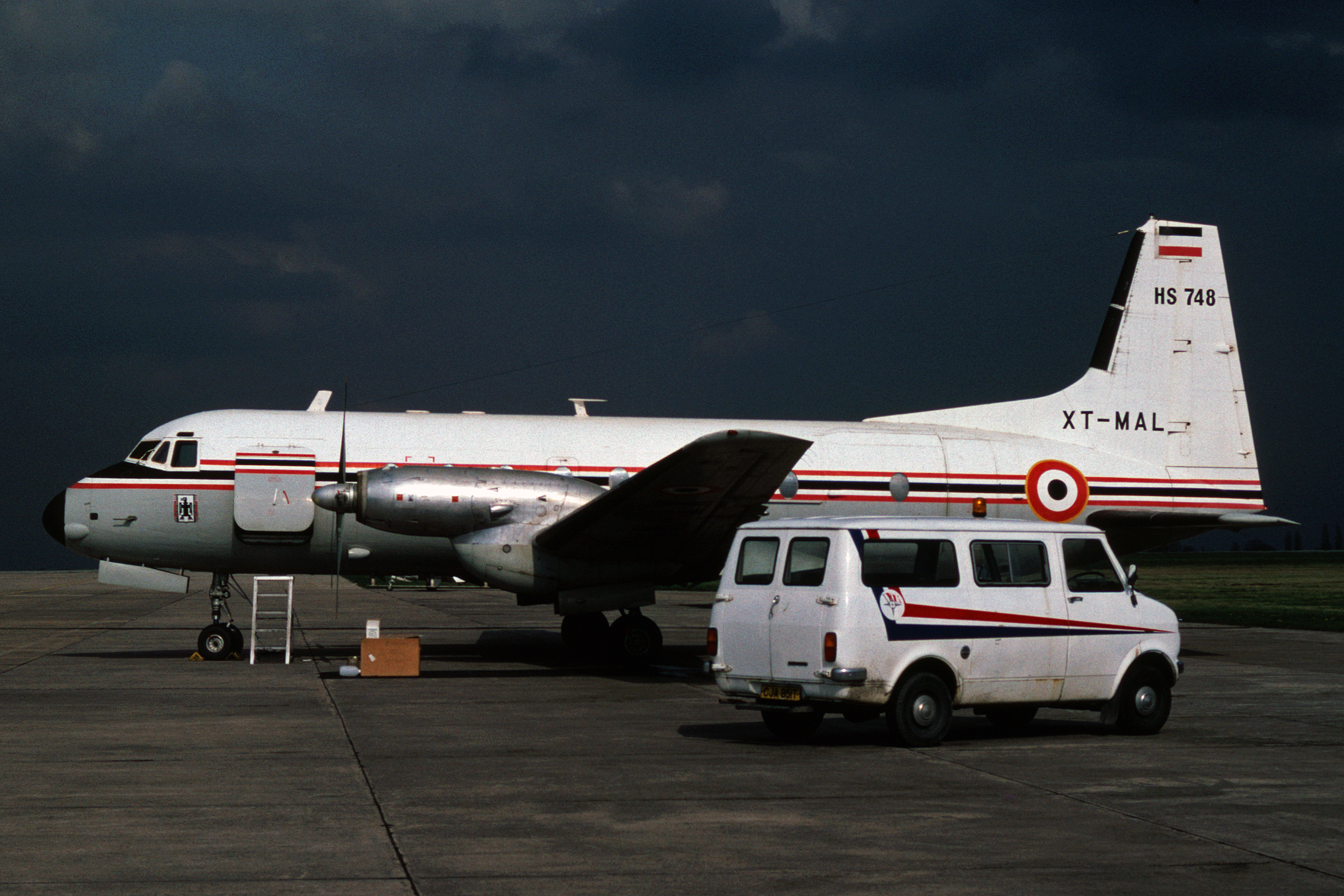
Le transport tactique bi -turbopropulseur Hawker Siddeley-HS-748-2A fourni à la FABF.

La flotte d'avions de l'EHV était initialement constituée de deux Douglas C-47 Skytrains et de trois MH-1521M Broussard. Viennent ensuite deux hélicoptères Alouette III SA-316 B, principalement utilisés pour des missions de liaison, un bimoteur utilitaire léger Aero Commander 500, deux avions de transport tactique biturbopropulseurs Hawker Siddeley-HS-748-2A et deux avions de transport turbopropulseurs Nord 262. Deux escadrilles ou sous-formations ont été créées : l'Escadrille de Transport et l'Escadrille d'Hélicoptères. Plus tard, l'Escadrille d'Entraînement fut ajoutée. Toutes les escadrilles étaient initialement basées à Ouagadougou.
Au milieu de l'année 1984, la Libye a décidé d'apporter un soutien militaire au Burkina Faso en lui fournissant huit chasseurs à réaction Mikoyan-Gurevich MiG-21 "Fishbed" et deux MiG-21U biplaces destinés à l'entraînement. Les MiG-21, déclassés par l'Armée de l'air de la Jamahiriya arabe libyenne, ont été stationnés sur la base aérienne de Ouagadougou, bien qu'ils aient été utilisés par le personnel de l'armée de l'air libyenne prêté par la Libye, et ont été déclassés en 1985 sans avoir jamais été utilisés au combat. Le seul appareil des FABF qui a été utilisé au combat est un Mikoyan-Gurevich MiG-17F employé pendant la guerre de la bande d'Agacher en 1985-86.

### Développement
En 1985, la FABF a également acquis deux hélicoptères de transport Mil Mi-4 ex-soviétiques V-VS auprès d'un fournisseur inconnu, puis deux autres Mi-4. Les Mi-4 ont été utilisés par les FABF jusqu'à la fin de l'année 1980, date à laquelle ils ont été retirés du service. Par la suite, cinq hélicoptères de transport Mil Mi-8/17 ont été acquis et à nouveau affectés à l'Escadrille d'Hélicoptères. Alors qu'il supervisait le cessez-le-feu après la guerre de la bande d'Agacher, un SA-316B Alouette III des FABF s'est écrasé à Kouni le 14 janvier 1986, laissant l'Escadrille d'Hélicoptères avec un seul SA.316B encore en service.

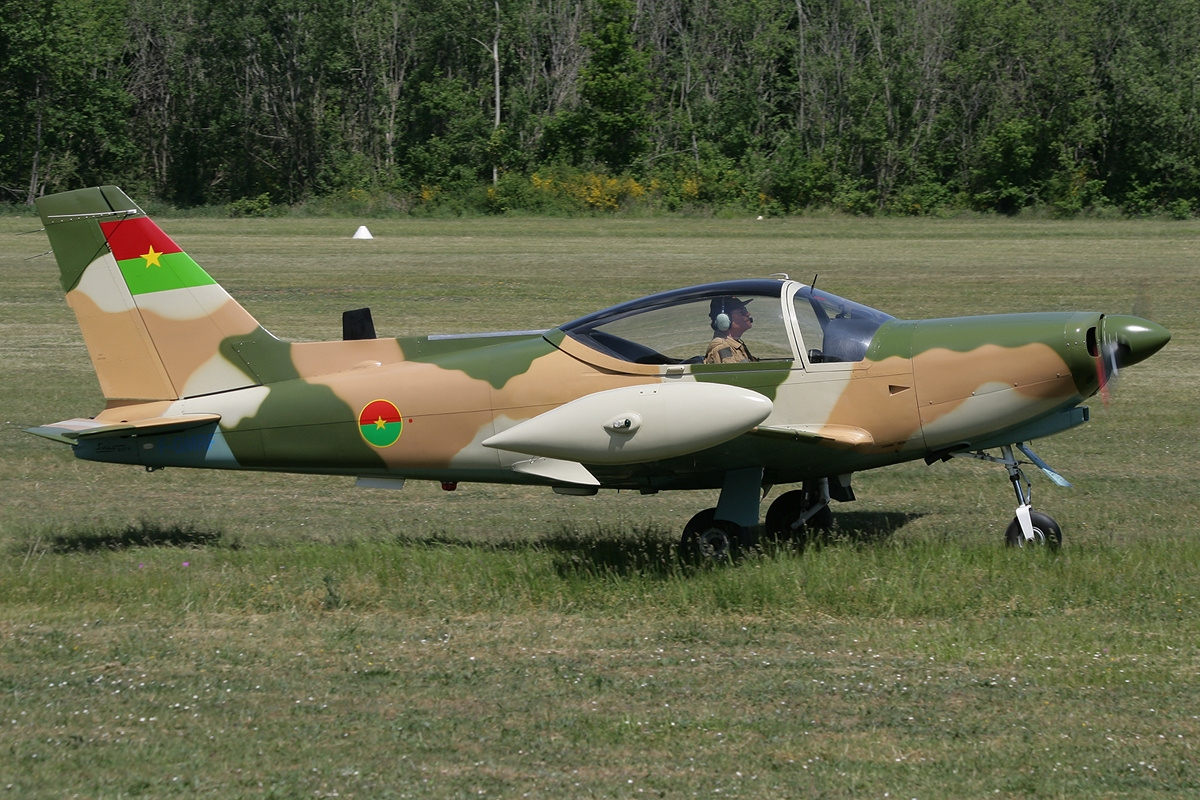
Un Aermacchi SF-260 WP Warrior FABF.

En 1986, les FABF mettent en place une nouvelle unité applelée, l'Escadrille de Chasse (EdC). Au milieu de l'année 1986, six avions d'attaque armés et légers Aermacchi SF-260WP Warrior, anciennement philippins, ont été achetés auprès d'un revendeur en Belgique, offrant ainsi aux FABF une alternative beaucoup plus simple et moins coûteuse en matière d'appui aérien tactique. Les Warrior n'étaient pas seulement utilisés pour l'entraînement des pilotes, mais aussi comme avions d'attaque légers, et un certain nombre d'entre eux ont été employés par les FABF dans l'Escadrille de Chasse (EoC). Quatre SF-260WP supplémentaires ont ensuite été achetés directement à l'Italie. Six anciens SF-260WP philippins ont été retirés du service en 1993 et rendus à leur ancien propriétaire, tandis que les quatre SF-260WP nouvellement construits ont été maintenus en service et stationnés sur la base aérienne de Bobo-Dioulasso.
La plupart des autres avions légers acquis par la FABF dans les années 1970 et 1980 ont été déclassés en même temps que les hélicoptères Mi-4, mais quelques acquisitions récentes ont été faites, notamment un Beechcraft King Air, un Piper PA-34 Seneca, un avion d'entraînement léger CEAPR Robin et un avion agricole Air Tractor AT-802, acheté après que le nord du pays a subi de lourds dommages aux cultures à la suite de l'invasion de criquets en 2004. En 2009, deux Xenon Gyroplanes ont été achetés pour être utilisés par la police et les forces de sécurité.
Fin 2005, la FABF a acquis deux hélicoptères d'attaque Mil Mi-35 Hind auprès de la Russie à la suite des événements politico-militaires survenus en Côte d'Ivoire voisine, afin de renforcer ses capacités de frappe aérienne pendant la guerre civile ivoirienne.

## Aéronefs en service
Section mise à jour annuellement en fonction de la World Air Force de Flightglobal de l'année en cours. Ce dossier ne couvre pas les drones, les avions de transport VIP et les accidents survenus pendant l'année de sa publication. Des modifications quotidiennes ou mensuelles pouvant entraîner des écarts dans le type de modèles en service et leur nombre par rapport à la WAF sont effectuées en fonction des sites spécialisés, des périodiques mensuels et bimensuels. Ces modifications sont effectuées afin de rendre le tableau le plus à jour possible.
| Aéronefs                    | Origine          | Type                                          | Version (désignation locale) | En service (2022) | Note | Image |
| Avion de combat             |                  |                                               |                              |                   | |       |
| Embraer A-29 Super Tucano   | Brésil           | Avion d'entraînement / Appui aérien           | A-29B                        | 3                 | 6 livrés?, 3 livrés en 2011, dont 3 étaient en service en septembre 2018. |       |
| Avion de reconnaissance     |                  |                                               |                              |                   | |       |
| Humbert Aviation Tétras CSL | France           | Avion de reconnaissance                       | Tétras CSL                   | 3                 | 3 livrés |       |
| Celier Aviation Xenon 2     | Pologne          | Autogire de reconnaissance                    | Xenon 2 RST ECO              | 2                 | 2 livrés en 2010 par la Pologne |       |
| Avion de transport          |                  |                                               |                              |                   | |       |
| CASA CN-235                 | Espagne          | Avion de transport                            | CN-235-220M                  | 1                 | Livré en 2007, seconde main des Philippines, modernisé en Indonésie avant livraison |       |
| Airbus C295                 | Union européenne | Avion de transport                            | C295W                        | 1                 | 1 C295W commandé le 11 December 2019. Livraison en novembre 2021. |       |
| Beechcraft King Air 200     | États-Unis       | Avion de transport                            | Super King Air 200           | 1,                | Livré en 2006 |       |
| Boeing 727                  | États-Unis       | Avion de transport                            | B727-282Adv                  | 1                 | 1 livrée en avril 2005. |       |
| Piper PA-34 Seneca          | États-Unis       | Avion de transport                            | PA-34                        | 1                 | |       |
| Cessna 208 Caravan          | États-Unis       | Avion de transport                            | C208B                        | 2                 | |       |
| Avion d'entraînement        |                  |                                               |                              |                   | |       |
| Aermacchi SF-260            | Italie           | Avions d'entraînement / avion d'attaque léger | SF-260WL                     | 4,                | 4 SF-260W, 19 anciens Libyens livrés. - 6 SF-260W de seconde main des Philippines, livrés en 1986 par une société Belge, retirés du service en 1993 - 4 SF-260W neufs livrés par l'Italie en 1986 |       |
| Diamond DA42                | Autriche         | Avions d'entraînement                         | DA-42M-NG                    | 1,                | Livré en 2016 |       |
| Hélicoptère                 |                  |                                               |                              |                   | |       |
| AgustaWestland AW139        | Italie           | Hélicoptère utilitaire                        | AW139                        | 1                 | 1 AW139 livré en 2016 |       |
| Bell UH-1 Huey              | États-Unis       | Hélicoptère utilitaire                        | UH-1H                        | 1                 | 2 UH-1H offerts par le gouvernement taïwanais en 2017. |       |
| Aérospatiale AS350 Écureuil | France           | Hélicoptère utilitaire                        | AS 355N AS 555N              | 4,                | 5 AS 355N et AS 555N Fennec d'occasion livrés en 2020 d'Espagne. |       |
| Mil Mi-8                    | Russie           | Hélicoptère utilitaire                        | Mi-8S Mi-17 Mi-171Sh         | 3,                | 3 Mi-8S Hip-C et 2 Mi-17 Hip-H livrés. Deux Mi-171Sh ont été commandés en août 2017 et livrés en 2018,.                                                                                           |       |
| Mil Mi-24                   | Russie           | Hélicoptère d'attaque                         | Mi-24D                       | 2,                | 3 Mi-24D reçus d'occasion de la Bulgarie en 2018, 2019 et 2021, 2 Mi-24P (Mi-35P) livrés par la Russie en 2005, probablement de seconde main mais modernisés avant livraison.                     |       |
| Drone                       |                  |                                               |                              |                   | |       |
| Baykar Bayraktar TB2        | Turquie          | Drone de combat                               | TB2                          | 5                 | 5 TB2 livrés entre avril et mai 2022 et entrés en service en septembre de la même année. |       |
| Baykar Bayraktar Akıncı     | Turquie          | Drone Hale                                    | Akinci-A                     | 2                 | 2 Akinci-A livrés le 8 avril 2024 |       |

## Aéronefs retirés du service
| Aéronef                         | Origine            | Type                         | Versions             | Nombres | Années de services | Notes |
| ------------------------------- | ------------------ | ---------------------------- | -------------------- | ------- | ------------------ | --- |
| Max-Holste MH-1521 Broussard    | France             | Avion léger                  | MH-1521F             | 3       | 1965 ?             | 2 appareils reçu en 1965, 1 en 1966, seconde main |
| Cessna O-2                      | États-Unis         | Avion de reconnaissance      |                      | 2       | 1968               | 1 livré en 1968, 1 en 1969 |
| Douglas C-47 Skytrain           | États-Unis         | Avion de transport           |                      | 2       | 1969?              | 1 livré par la France en 1969, seconde main |
| Aero Commander                  | États-Unis         | Avion de transport léger     | Aero Commander 500 B | 1       | 1970               | Fourni par la France |
| Sud-Aviation SA316 Alouette III | France             | hélicoptère léger polyvalent |                      | 2       | 1975               | . Un appareil s'est écrasé à Kouni le 14 janvier 1986 alors qu'il supervisait le cessez-le-feu après la guerre de la bande d'Agacher.                                             |
| Nord-Aviation N262              | France             | Avion de transport           |                      | 2       | 1976               | [ 4 ] |
| Hawker Siddeley HS.748          | Royaume-Uni        | Avion de transport           | HS.748-320 Sta.2A    | 2       | 1977               | 1 HS-748-2A/320 livré en 1977, également transport VIP, 1 livré en 1981,. |
| Cessna 172                      | États-Unis/ France | Avion léger                  | F-172N               | 1       | 1977               | Livré par la France |
| Cessna 150                      | États-Unis/ France | Avion léger/entraînement     | F-150F               | 1       | 1980               | Livré par la France |
| Sud-Aviation SA365 Dauphin      | France             | hélicoptère moyen polyvalent |                      | 2       | 1983               | également transport VIP |
| Mikoyan-Gourevitch MiG-17       | Union soviétique   | Avion de chasse              | MiG-17F              | 1       | 1985               | Fourniseur inconnu, seconde main. De 1984 à 1985, la Libye a prêté 8 MiG-21 et 2 MiG-21U déclassés par l'Armée de l'air de la Jamahiriya arabe libyenne avec du personnel libyen. |
| Mil Mi-4                        | Union soviétique   | Hélicoptère utilitaire       |                      | 4       | 1985               | 2 reçu en 1985 d'un fournisseur inconnu, 2 autres plus tard. Retirés du service à la fin des années 1980.                                                                         |
| Mil Mi-8                        | Union soviétique   | Hélicoptère utilitaire       | Mi-8/Mi-17           | 5       | 1988?              | Mi-8/Mi-17 livrés dans la seconde moitié des années 1980, dont 2 Mi-8T livrés en 1988 et 1 Mi-17 livré en 1993 par un fournisseur inconnu                                         |
| Beechcraft King Air             | États-Unis         | Avion de transport léger     |                      | 1       | 1991               | probablement de seconde main, fournisseur inconnu |
| Air Tractor AT-802              | États-Unis         | Avion de travail agricole    |                      | 1       |                    | Acheté après que le nord du pays a subi de lourds dommages aux cultures à la suite de l'invasion de criquets en 2004.                                                             |